# ラショナル
ラショナル(Rational)は、IBMソフトウェアのブランドの1つで、ソフトウェア開発のライフサイクル基盤を提供する。かつてはRational softwareという独立したソフトウェア企業であったが、2003年にIBMに買収され統合された。

## 概要
Rational software の特筆すべき点としてはグラディ・ブーチ、イヴァー・ヤコブソン、ジェームズ・ランボー という統一モデリング言語(UML)生みの親 "3アミーゴ" の存在であった。モデリング言語であるUMLの最初期の版と、オブジェクト指向ソフトウェア開発手法であるラショナル統一プロセス (RUP) を開発した。IBMによる買収前の代表的な製品には、UMLツールのRational ROSE、変更・リリース管理ツールのClearCaseなどがある。
2002年12月、Rational softwareとIBMは総買収金額21億ドルでIBMがRationalを買収することで合意し、RationalがDB2、WebSphere、Lotus、Tivoliに続くIBMの5番目のソフトウェアブランドとなる事を発表した 。2003年2月には、買収の完了が発表された 。なお日本法人の日本ラショナルソフトウェアも、2003年7月には日本IBMに統合され、旧日本ラショナルソフトウェアの斉藤肇社長は日本IBMのラショナル事業部長となった 。
IBMはRationalの買収・統合後、旧Rational製品とIBMのVisualAgeファミリー、WebSphere Application Developerファミリー、XLファミリーなどを統合し、「IBM Rational」ブランドで製品を発表した。Eclipseベースの製品であるRational Application Developerなど、オープン性を更に拡張させ、開発者の支持を集めている。またソフトウェア開発 (IT) こそビジネスの根幹とし、ビジネスモデル分析にも活用できるよう製品およびブランド力の幅をひろげている。
2007年6月 IBMは更にスウェーデンのモデル駆動型開発（Model Driven Development、MDD）ツール会社のTelelogicを買収し「IBM Rationalソフトウェア」と統合することを発表した 。2008年4月には買収完了を発表した。

## 製品
2009年1月現在

### 製品名にRationalが付くもの
- Rational Asset Analyzer
- Rational Asset Manager
- Rational Application Developer for WebSphere Software（英語版）
- Rational AppScan
- Rational Build Forge
- Rational Business Developer
- Rational ClearCase
- Rational ClearQuest
- Rational Data Architect （InfoSphere Data Architectに名称変更）
- Rational Data and Application Modeling Bundle
- Rational Developer
- Rational Elite Support for Eclipse
- Rational Functional Tester
- Rational Host Access Transformation Services
- Rational Host Integration Solution
- Rational Manual Tester
- Rational Method Composer
- Rational Performance Tester
- Rational Policy Tester
- Rational Portfolio Manager
- Rational Professional Bundle
- Rational PurifyPlus
- Rational Quality Manager
- Rational Requirements Composer
- Rational RequisitePro
- Rational Rhapsody
- Rational Robot
- Rational Rose
- Rational Service Tester
- Rational Software Analyzer
- Rational Software Architect
- Rational Software Modeler
- Rational Suite
- Rational Team Concert
- Rational Team Unifying Platform
- Rational Test Lab Manager
- Rational Test RealTime
- Rational Unified Process (ラショナル統一プロセス)
- Rational Web Developer for WebSphere Software

### 製品名にRationalが付かないもの
- C and C++ Compilers
- COBOL Compilers
- Enterprise PL/I
- Personal Communicaitons (PCOMM)
- Studio for UNIX
- XL C
- XL C/C++
- XL Fortran

## 参照
1. ↑  IBMとラショナルソフトウェア、IBMによるラショナル買収で合意
2. ↑  IBM、ラショナルソフトウェアの買収を完了
3. ↑  【インタビュー】「世界で勝つためのソフト開発とは」 日本IBM 斉藤肇ラショナル事業部長
4. ↑  日本IBM、Rationalブランドのソフトウェア開発ツール7製品を一挙投入
5. ↑  IBMがTelelogic社を買収
6. ↑  IBM、Telelogicの買収を完了